# Kenya National Bureau of Statistics
Das Kenya National Bureau of Statistics (KNBS), früher Central Bureau of Statistics (CBS), ist die für öffentliche Statistikaufgaben zuständige Behörde in Kenia. Ihr Sitz befindet sich in Nairobi.

## Koloniale Vorgeschichte
Vor der staatlichen Unabhängigkeit lag das Territorium des späteren Kenias mehrere Jahrzehnte in der Kronkolonie Britisch-Kenia (Colony and Protectorate of Kenya). Die Administration der East Africa High Commission hatte für die Aufgaben der Landesstatistik eine, auf Kenia, Uganda und Tanganyika bezogene, zusammenfassende Behörde, das East African Statistical Department (EASD) eingerichtet. Im Jahre 1956 erfolgte eine Dezentralisierung des EASD auf die genannten Teilterritorien.
Als eine Folge des Statistikgesetzes von 1961 (Statistics Act, Act of 4th July of 1961) wurde die für Kenia zuständigen Arbeitsstelle Kenya Statistical Unit (deutsch etwa: „Kenianisches Statistikreferat“) aus dem britisch-kolonialen East African Statistical Department nun mit der Bezeichnung Economics and Statistics Division bzw. Statistical Office an die oberste Finanzbehörde (Treasury) der East African Common Services Organization (Abkommen vom 9. Dezember 1961) überführt. Im Jahre 1962 organisierte diese Statistikstelle die zweite Volkszählung auf dem Gebiet von Kenia.

## Geschichte
Nach der staatlichen Unabhängigkeit Kenias im Jahre 1963 wurde die Economics and Statistics Division in das neu gegründete Ministry of Economic Planning and Development (deutsch: Ministerium für Wirtschaftsplanung und Entwicklung) überführt. Daraus entstanden zwei Abteilungen, die für Planungsaufgaben und die für Statistikaufgaben. Letztere wurde vom Chief Statistician (deutsch: Chefstatistiker) geleitet. Das kenianische Landwirtschaftsministerium verfügte bis 1972 über eine eigene Abteilung für Agrarstatistik. Im Jahre 1972 kam es zur Zusammenführung aller Statistikdienststellen in eine einheitliche Behörde, so entstand das Central Bureau of Statistics (CBS).
In den 1960er und 1970er Jahren kam es zu einer starken Intensität der CBS-Arbeiten in der Zentrale in Nairobi sowie in der Fläche des Landes. Im Verlaufe dieser beiden Jahrzehnte und bis in die Mitte der 1980er Jahre vollzog sich ein breites Spektrum von Datenerhebungen. Ebenso wuchs die Zahl der publizierten Statistikergebnisse. Danach konnte das Niveau und die Intensität der Statistikarbeiten nicht mehr gehalten werden. Haushaltskürzungen verursachten eine stark abgesenkte Datenbearbeitung einschließlich ihrer Analytik sowie einen Fachkräftemangel. Um diesen degressiven Entwicklungsstand aufzufangen und Fehlentwicklungen zu korrigieren, kam es auf der Grundlage des Statistikgesetzes von 2006 zur Gründung des Kenya National Bureau of Statistics (KNBS).

## Struktur und Aktivitäten
An der Spitze der Behörde steht der Director-General (zugleich Chief Executive Officer). Ihm unterstehen mehrere Hauptabteilungen (Directorates), Stand 2023:
- Corporate Services Directorate
- Statistical Coordination & Methods Directorate
- Production Statistics Directorate
- Macroeconomic Statistics Directorate
- Population and Social Statistics Directorate

Die Behörde führt in Kenia die Volkszählungen sowie thematische Auswertungen in den Grundgesamtheiten der Statistik durch. Volkszählungen seit der Unabhängigkeit des Landes im Jahre 1963 gab es in den Jahren 1969, 1979, 1989, 1999, 2009 und 2019. Zuvor hatten die britischen Kolonialbehörden zwei Volkszählungen in den Jahren 1948 und 1962 durchgeführt.
Die gegenwärtig aktuelle Volkszählung erfolgte mit dem 2019 Kenya Population and Housing Census Reports. Zudem werden umfangreiche Fachgutachten und Analysen aus den Datenerhebungen erstellt.

## Rechtsgrundlagen
- Statistics Act, Act No. 4 of 2006[9]

## Periodika
- Annual Report (Jahresbericht, entsprechend section 14, Statistics Act, 2006)
- East African Economic and Statistical Bulletin
- East African economic and statistical bulletin, später Quarterly economic and statistical bulletin; Erscheinungsverlauf: Juni 1948 bis 1961[10]